# Патологічна регенерація
Патологічна регенерація — регенерація, при якій втрачені тканини заміщуються не ідентичними здоровим тканинам, які було пошкоджено, а іншими. Наприклад, на місці глибоких опіків інтенсивно розростається щільна сполучна тканина, що утворює рубець, який не схожий на нормальну структуру шкіри.

## Загальні відомості
Не всі живі тканини здатні до повної регенерації при пошкодженнях. У різних видів живих організмів способи регенерації втрачених чи пошкоджених тканин мають різні природнозакладені особливості. Здатність організму по заміщенню втрачених тканин, в загальному випадку залежить від властивостей клітин цієї тканини. Деякі клітини при морфогенезі (розвитку) втрачають здатність до ділення, внаслідок чого тканина не може відновлювати свою структуру, наприклад клітини міокарду (кардіоміоцити).

## Приклади патологічної регенерації у людському організмі
Епідерміс (багатошаровий плоский епітелій), має так званий ростковий шар клітин, які постійно діляться і забезпечують регенерацію клітин шкіри. Але, якщо цей шар клітин пошкоджено, наприклад внаслідок глибоких опіків інтенсивно розростається щільна сполучна тканина, що утворює рубець, який не схожий на нормальну структуру шкіри.
Як було сказано вище, міокард при виражених пошкодженнях (наприклад, при інфаркті міокарда, що розвивається внаслідок припинення кровопостачання певної його ділянки) кардіоміоцити гинуть, а на їхньому місці в подальшому розростається сполучна тканина, що формує рубець. Ця ділянка серцевої тканини, після утворення рубця, більше не здатна до скорочень. Регенерація тканин в такому випадку не можлива, через складну організацію м'язової тканини, адже кардіоміоцити об'єднуються у цілу мережу волокон, які проводять електричний імпульс від клітини до клітини. Нормальна (фізіологічна регенерація) регенерація серцевої м'язової тканини відбувається на внутрішньоклітинному рівні.